# 金马利
金马利位于马来西亚沙巴西海岸。南距离亚庇约45公里。馬來西亞國家石油计划在金马利建立沙巴石油与天然气终端。